# Chiesa di San Giovanni Battista (La Spezia)
La chiesa di San Giovanni Battista è un luogo di culto cattolico italiano, con sede alla Spezia, nel quartiere di Migliarina. La chiesa fa parte della diocesi della Spezia-Sarzana-Brugnato.
L'edificio è sottoposto a vincolo e decretato dal 2004 di interesse culturale.

## Storia
Parrocchia indipendente sino al 1578, dopo tale data decise di unirsi a quella di Isola per meglio difendersi dalle frequenti incursioni dei Corsari barbareschi. Il 16 giugno 1833 tornò indipendente, sotto la gestione del parroco Agnini.
A partire dalla seconda metà del XIX secolo, il parroco Simonelli si impegnò in favore dell'edificazione di un nuovo edificio ecclesiastico che sostituisse la vecchia cappella, all'epoca dipendente dalla Pieve di San Venerio e ormai inadatta a soddisfare le necessità della popolazione. Tuttavia solo nel 1926 fu possibile mettere in pratica il progetto, sotto la gestione del parroco Stefano Danè, che nel giugno 1926 cominciò la costruzione della nuova grande chiesa. La nuova chiesa fu proettata dall'ingegnere architetto Lorenzo Basso, con la direzione dei lavori dell'architetto Ermelindo Panconi.
Nel settembre 1933 l'edificio fu inaugurato e benedetto da Giovanni Costantini. L'antica cappella fu demolita.
Ogni anno il 24 giugno si festeggia il santo patrono San Giovanni Battista.